# Campionato mondiale militare di scherma 1958
Il Campionato mondiale militare di scherma del 1958 ("1958 World Military Fencing Championships") è stato organizzato dalla Federazione internazionale della scherma e si è svolto a Wiesbaden in Germania dal 19-23 maggio.
Nel fioretto, si è aggiudicato il titolo di campione mondiale militare l'italiano Vittorio Lucarelli.
Nella spada ha trionfato il lussemburghese Roger Theisen.
Nella sciabola ha vinto il belga Marcel Van Der Auwera.
Nel campionato mondiale militare a squadre maschili, la nazionale egiziana ha prevalso nella finale del fioretto contro l'Italia, mentre la nazionale francese ha vinto nella spada, ed infine la nazionale belga ha avuto la meglio sulla compagine francese nella sciabola.

## Podi

### Uomini
| Specialità  | Oro                            | Argento                     | Bronzo |
| Individuali |                                |                             |        |
| Fioretto    | Vittorio Lucarelli             | -                           | -      |
| Spada       | Roger Theisen                  | -                           | -      |
| Sciabola    | Marcel Van Der Auwera          | -                           | -      |
| A squadre   |                                |                             |        |
| Fioretto    | Egitto -                       | Italia Vittorio Lucarelli - | -      |
| Spada       | Francia -                      | -                           | -      |
| Sciabola    | Belgio Marcel Van Der Auwera - | Francia -                   | -      |